# Споменик Матији Бану у Београду
Споменик Матији Бану се налази на Шумадијском тргу на Бановом брду, испред зграде Градске општине Чукарица.
Аутор споменика је академски вајар Ранко Ђанковић.

## Историјат
Иницијативу за подизање споменика Матији Бану, покренуло је Удружење „Стари Чукаричани”, а затим га је усвојила Комисија за споменике и називе тргова и улица Града Београда.
Споменик Матији Бану је откривен 12. маја 2022. године на Шумадијском тргу на Бановом брду, које је названо управо по њему. Открили су га заменик градоначелника Београда Горан Весић и председник Градске општине Чукарица Срђан Коларић.
На свечаности откривања споменика, химну Републике Србије и свечану песму града Београда је извео дечији хор Чаролија, док је пригодан говор одржала академик САНУ и историчарка књижевности др Злата Бојовић.